# Wilhelm Adelin
Wilhelm Adelin (ur. 1103 w Winchesterze, zm. 25 listopada 1120 u wybrzeży Normandii) – książę angielski, jedyny ślubny syn Henryka I Beauclerca, króla Anglii i księcia Normandii, oraz Matyldy, córki Malcolma III, króla Szkocji. Jego drugie imię, Adelin, jest zapisywane również w postaciach Audelin, Atheling lub Aetheling i wywodzi się ze staroangielskiego słowa Ætheling oznaczającego „syna króla”.

## Życiorys
W lutym 1113 r. niedaleko Alençon odbyły się jego zaręczyny z Matyldą (1107–1154), córką Fulka V hrabiego Andegawenii i Ermengardy, córki Eliasza I, hrabiego Maine. Ślub nastąpił w czerwcu 1119 r. w Lisieux. W 1120 r. Wilhelm składał hołd z Normandii królowi Francji Ludwikowi VI Grubemu.
25 listopada 1120 r. Wilhelm wypłynął na kontynent na pokładzie „Białego Statku” (Blanche Nef). Po zmroku statek wpadł na skały na normandzkim wybrzeżu, w pobliżu miejscowości Barfleur. Zginęła cała załoga i pasażerowie, ocalał tylko pewien rzeźnik z Rouen. Wśród ofiar był również książę Wilhelm.
Jego śmierć otworzyła sprawę sukcesji po Henryku I, który oprócz Wilhelma miał tylko jedną ślubną córkę, Matyldę. Wilhelm nigdy nie posiadał żadnej realnej władzy, ale był tytułowany „królem wyznaczonym”, rex designatus. Matylda została ogłoszona następczynią tronu, ale po śmierci Henryka I w 1135 r. baronowie powołali na tron jej kuzyna, po kądzieli wnuka Wilhelma Zdobywcy, Stefana z Blois.